# نان سرموکی
نان سرموکی یک نوع نان حاوی سیر وحشی سرموک است. سیر وحشی یا در گویش تونی سرموک گیاهی است از راسته Asparagales که از طریق پیاز و بذر تکثیر میابد. سرموک به صورت طبیعی در اسفند و فروردین در بیشتر مناطق ایران به ویژه در فردوس و قهستان یافت می‌شود.

## طرز تهیه نان سرموکی

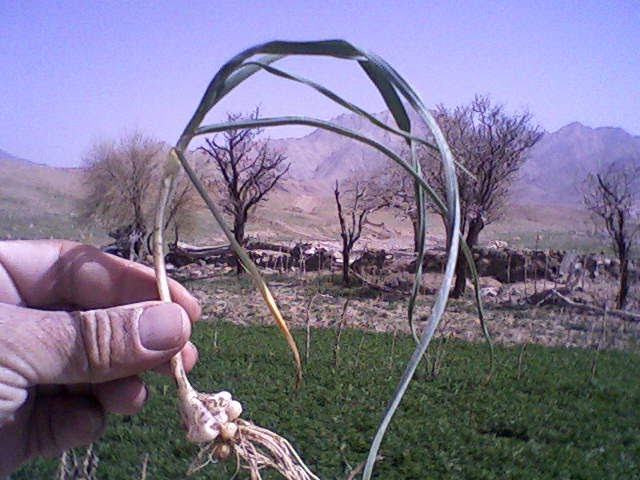
سرموک یا سیر وحشی

سرموک را خورد کرده با خمیر مخلوط می‌کردند و مقداری گوشت یا جزغاله یا گوشت خشک شده قیمه به آن می‌افزودند و در تنور می‌پختند. گاهی خمیر این نان را از آب پنیر درست می‌کردند.
نان سرموکی و آش سرموکی بیشتر در زمستان طبخ می‌شود.